# Sobre l'equilibri de les substàncies heterogènies
Sobre l'equilibri de les substàncies heterogènies (en anglès: On the Equilibrium of heterogeneous Substances), conegut comunament com a Equilibri, és una publicació de 300 pàgines escrita per l'enginyer matemàtic nord-americà Josiah Willard Gibbs. És un dels documents fonamentals de la termodinàmica, juntament amb el document de 1882 del físic alemany Hermann von Helmholtz, Termodinàmica dels processos químics (en alemany Thermodynamik chemischer Vorgänge). Ambdós publicacions formen el fonament de la termodinàmica química, així com una gran part de la fisicoquímica.
Equilibri de Gibbs va marcar el principi de la termodinàmica química mitjançant la integració dels fenòmens químics, físics, elèctrics i electromagnètics en un sistema coherent. Va introduir conceptes com el potencial químic, la regla de les fases i altres, que formen la base de la química física moderna. L'escriptor nord-americà Bill Bryson descriu Equilibri com el principi de la termodinàmica.
Equilibri va ser publicat originalment en una relativament desconeguda revista nord-americana, Transaccions of the Connecticut Academy, en diverses parts, durant els anys 1875-1878 tot i que habitualment se cita 1876 com l'any clau. L'obra es va mantenir gairebé desconeguda fins que va ser traduïda a l'alemany per Wilhelm Ostwald i al francès per Henry Louis Le Châtelier.